# Font del Dragó
La Font del Dragó de Teià es troba al Parc de la Serralada Litoral, la qual és una de les fonts menys conegudes i més encantadores del susdit parc pel seu entorn net i tranquil.

## Entorn
Als seus encontorns, quan la van construir els membres de l'ADF de Teià, hi van plantar tot un jardí botànic amb arbres que tenia en testos un dels seus membres. Hi ha dos roures, un cirerer d'arboç, alzines, pins i una olivera -arbre no autòcton d'aquestes contrades-. Es van plantar allà, prop de l'aigua, per poder-los regar amb facilitat mentre fossin joves.

## Descripció
Té un broc molt divertit, que s'assembla a un gripau, però qui el va fer diu que és un dragó. L'aigua baixa per canonada des d'una font natural, la Font dels Ajupits, 40 metres més amunt seguint el camí per on hem pujat. A la pica on es recull l'aigua una munió de capgrossos va fent la seua.

## Accés
És ubicada a Teià: situats al mirador de la Cornisa, cal prendre la pista que surt en direcció SO a tocar del mirador i que baixa cap a Teià. A 520 metres, a la dreta i en pujada, surt un corriol. El prenem i a 50 m trobarem la font. Coordenades: x=443553 y=4596077 z=353.